# Margrit Wick-Werder

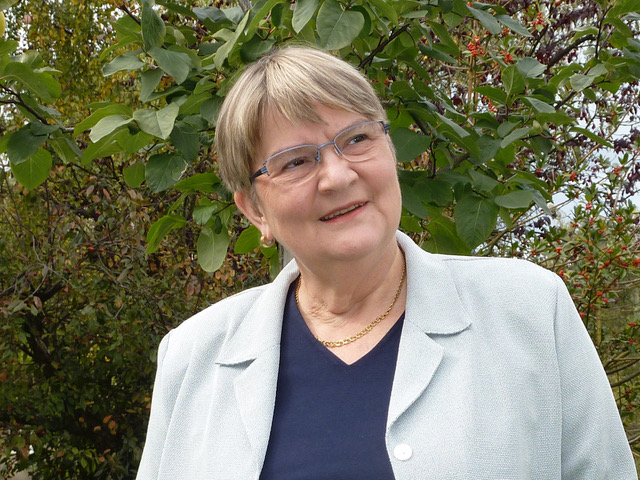
Margrit Wick-Werder

Margrit Wick-Werder, amtlich Maria Margaretha (* 28. März 1945 in Buchs, Kanton St. Gallen), ist eine Schweizer Historikerin und Museologin mit Schwerpunkt Biel/Bienne.

## Leben
Margrit Werder besuchte die Schulen in Buchs, Trogen und St. Gallen und schloss 1966 die Eidgenössische Matura, Typus B, ab. Danach studierte sie an den Universitäten Zürich, Wien (je ein Semester) und Bern Mittelalterliche Geschichte, Schweizer Geschichte, Sprache, Literatur und Volkskunde der deutschen Schweiz. Sie verfasste eine Dissertation zum «Nachleben Karls des Grossen im Wallis». Später bildete sie sich weiter in einem Nachdiplomstudium Museologie an der Universität Basel (MAS in Museum Sciences).

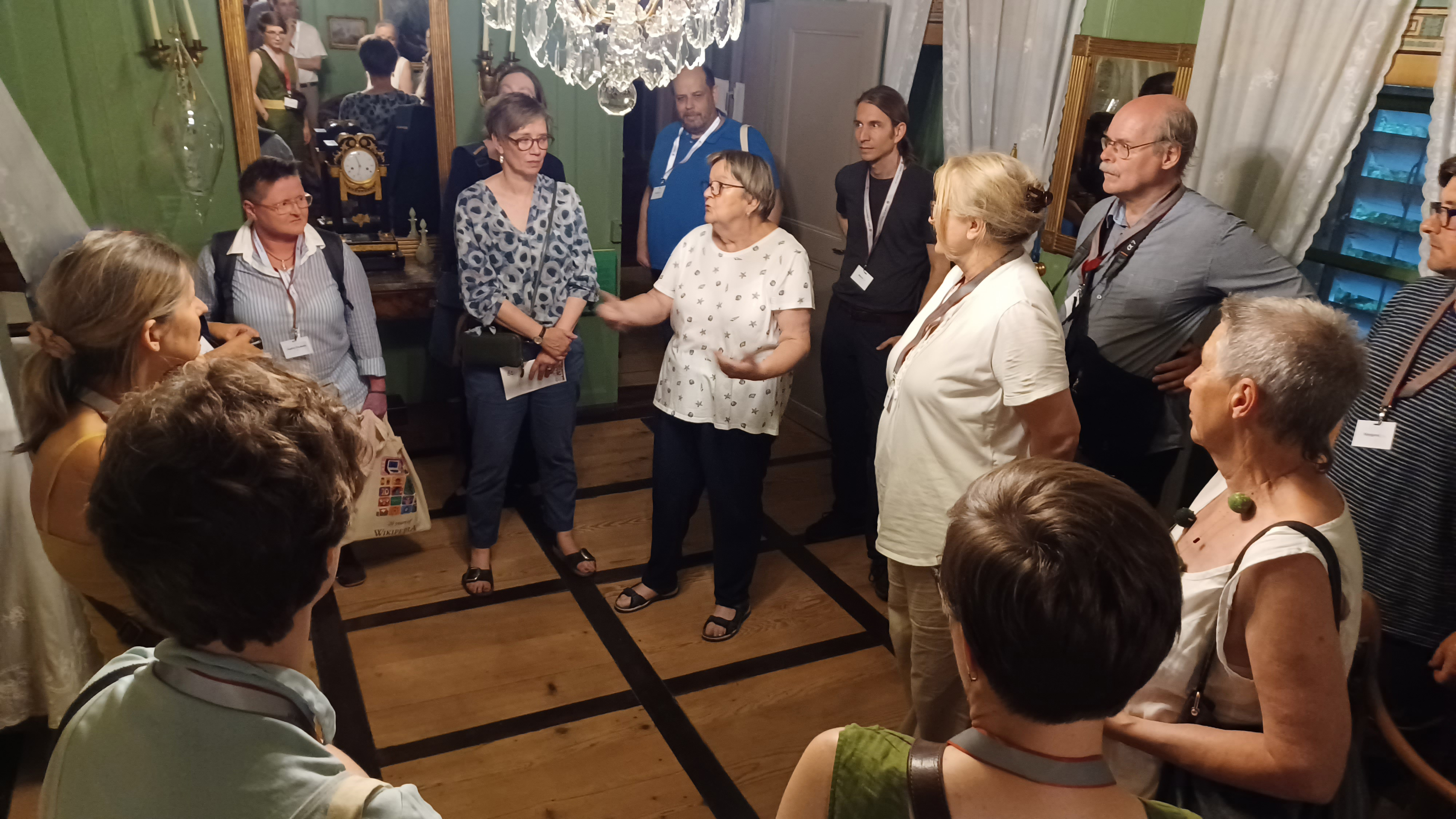
Margrit Wick-Werder spricht bei einer Führung im Neuen Museum Biel (2022)

Ab 1976 arbeitete sie im Rätischen Museum Chur als wissenschaftliche Assistentin für Geschichte und Volkskunde, von 1982 bis 1992 im Museum Neuhaus Biel und von 1989 bis 1994 als Projektleiterin für ein stadtgeschichtliches Museum Biel. Danach wechselte sie für vier Jahre ins Forum der Schweizer Geschichte Schwyz als Co-Leiterin und Kuratorin. Seit 2000 ist sie freiberufliche Historikerin und Museologin.
Seit 1977 hat Margrit Wick-Werder zahlreiche Beiträge publiziert, zuerst im Kontext des Rätischen Museums, danach vor allem zur Stadt Biel. Sie verfasste Texte zu den Ausstellungskatalogen der Museen Neuhaus und Schwab sowie zur Geschichte der Stadt Biel. Von 2009 bis 2013 war sie als Co-Autorin und redaktionelle Mitarbeiterin an der Herausgabe der «Bieler Geschichte» beteiligt. Weiter übernahm sie die wissenschaftliche Betreuung der historischen Sammlung der Stadt Biel und führt Stadtrundgänge zur Geschichte der Stadt durch.
Als Museologin entwarf Wick-Werder diverse Konzepte für die Bieler Museen. Zudem verantwortete sie von 2000 bis 2009 als Co-Leiterin den «Grundkurs Museumspraxis» der Schweizer Museumsverbände VMS und ICOM und bearbeitete die Anforderungsprofile für Museen in der Schweiz.
Sie ist verheiratet und Mutter zweier Töchter.

## Ehrungen
- 1987 Trudy-Schlatter-Preis für Frauenwerke der Frauenzentrale des Kantons Bern, zusammen mit Ingrid Ehrensperger, Johanna Strübin und Daniela Ball[7]
- 2009 Ehrung für kulturelle Verdienste durch die Stadt Biel[8]
- 2014 Ehrenburgerin der Burgergemeinde Biel[9]

Der Präsident der Burgergemeinde Biel, Ulrich Schmid, würdigte Margrit Wick-Werder als profunde Kennerin der Bieler Stadtgeschichte. Mit ihrer leidenschaftlichen und kommunikativen Art gelinge es ihr immer wieder, viele interessierte Menschen an diesem Wissen teilhaben zu lassen und zu begeistern.

## Publikationen (Auswahl)
- Das Nachleben Karls des Grossen im Wallis. In: Blätter aus der Walliser Geschichte. Band 16, 1976/77, S. 301–492 (online)
- Die Werkstatt Bonadurer in Arezen. In: Jahresbericht der Historisch-Antiquarischen Gesellschaft von Graubünden. 1977, S. 40–68.
- Der Weg zur weiblichen Berufstätigkeit, In: Anna Haller 1872–1924. Katalog Sommerausstellung 1987 des Museums Neuhaus Biel, 1987.
- Eine Kanne des liederlichen Goldschmieds für den Kaffee des hochfürstlichen Meiers. Zum Kauf einer silbernen Kaffeekanne für das stadtgeschichtliche Museum. In: Bieler Jahrbuch. 1993.
- Spuren einer Stadt. Altstadt Biel – archäologischer Rundgang. Museum Schwab, Biel 2000, ISBN 3-952 1892-1-9.
- 700 Jahre Juden in Biel. … Guta, Witwe des Moses, Josephs Sohn, Juden von Bern… In: Bieler Jahrbuch. 2005.
- Johanniter-Kommenden Biel, Münchenbuchsee und Thunstetten. In: Helvetia Sacra. Abt. IV, Band 7/1: Die Johanniter, die Templer, der Deutsche Orden, die Lazariter und Lazariterinnen, die Pauliner und die Serviten in der Schweiz. Basel 2006, ISBN 978-3-7965-2153-9.
- Ketzerstadt zwischen Bischof und Bern. Biel zur Zeit der Reformation und Gegenreformation. In: Jean-Claude Rebetez et al. (Hrsg.): Pro Deo. Das Bistum Basel vom 4. bis ins 16. Jahrhundert. Delsberg 2006, ISBN 2-9700338-2-8.
- Bilder einer Stadt – Einblicke in fünf Jahrhunderte Geschichte der Stadt Biel (Sachbuch), sowie Text zum Bilderbuch «Bilder einer Stadt» von Jörg Müller; Museum Schwab Biel und Schulverlag Bern, 2008, ISBN 978-3-292-00462-8 (Besprechung in: Archäologie Schweiz. Nr. 4, 2008; PDF).
- Die päpstliche Ehrenfahne. Das «Juliusbanner» – eigentlich ein «Schinerbanner». In: Bieler Jahrbuch. 2009.
- Bieler Geschichte. Band I: Von den Anfängen bis 1815. Kapitel 2 bis 6 (Mittelalter), Baden 2013, S. 54–197.
- Vom Armenhaus zum Krankenhaus. Aus der Frühzeit des Bieler Spitals. In: Bieler Jahrbuch. 2015, S. 139–162.
- zusammen mit Brigitte Kurmann, Sylvain Malfroy: St. Maria Biel (Katholische Kirche). Schweizerische Kunstführer GSK, Bern 2016, ISBN 978-3-03797-279-3.